# Pro-aging trance
Pro-aging trance, även känt som pro-aging edifice, kan översättas som 'åldrandetrans' eller 'pro-åldrande-trans', är en term myntad av den brittiska författaren och biomedicinska gerontologen Aubrey de Grey för att beskriva den allmänt positiva och fatalistiska inställningen till åldrande i samhället.

## Översikt
Enligt de Grey förklarar pro-aging trance varför många människor förskönar åldrandet genom irrationella tankemönster. Konceptet säger att tanken på att ens egen kropp långsamt men oavbrutet försämras är så betungande att det ur psykologisk synvinkel verkar mest förnuftigt att försöka få bort den. Eftersom åldrande har funnits genom hela mänsklighetens historia, är denna hanteringsstrategi djupt rotad i mänskligt tänkande. Det är slående att de drabbade, när de försvarar sin synvinkel, ofta begår argumentationsfel som erfarenhetsmässigt inte skulle förväntas av dem i ett annat sammanhang.
Namnet, enligt de Grey, kommer från likheten mellan drabbade personer och hypnotiserade personer, vars undermedvetna i transtillstånd föredrar att ta till ologiska förklaringar snarare än att överge en djupt rotad övertygelse.
Pro aging-transen består både i tron att åldrandeprocessen är oundviklig och därför inte ens kommer att förhindras av framtida utvecklingar, och i uppfattningen att all framgång i kampen mot åldrandet huvudsakligen skulle ha negativa samhällseffekter. Exempel som nämns inkluderar tristess, överbefolkning, olösta problem gällande nuvarande pensionssystem och diktatorer som lever för evigt, men det finns ingen nyanserad och saklig diskussion om motargument och föreslagna lösningar och ingen sammanställning eller avvägning av dessa potentiella nackdelar med fördelarna med att eliminera åldrandet (som att rädda cirka 100 000 liv per dag).
De Grey antar att kraftfull musföryngring kommer att innebära ett paradigmskifte i samhället i detta avseende.

## Problem
Trancen är ett hinder för den snabba utvecklingen av åldrandehämmande medicin. Anledningen är att det tar tid för människor att bryta sig ur det och resultatet av bristande offentligt stöd är låg forskningsfinansiering.
Dessutom uppfattas åldrande inte socialt som en sjukdom som ska bekämpas, vilket är anledningen till att det är svårare att få stöd för att bekämpa det än för att bekämpa cancer, Alzheimers sjukdom eller liknande sjukdomar. De Grey ser orsaken till detta i retoriken hos många gerontologer under 1950-, 1960- och 1970-talen, som vanligtvis drog en gräns i offentlig kommunikation mellan åldersrelaterade sjukdomar och "åldrandet i sig", även om de förra bara var sena stadier av åldrandet och därför inte bör ses oberoende av åldrandeprocessen. Dessutom menar han att världen efter åldrandet huvudsakligen framställs som dystopisk i fiktion, vilket förstärker människors antagande att det är oönskat att besegra åldrandet.

## Mottagande
Den amerikanske filosofen Benjamin Ross kritiserar de Greys syn på åldrande i sin avhandling och menar att det är just hans aktivism och den därmed sammanhängande avsikten att väcka människor ur den åldrandepro-trans som, oavsett om han inser det eller inte, först definieras av åldrandet. Han och andra anti-agingaktivister skulle bygga nästan hela sina liv kring det faktum att åldersrelaterad död. Genom att uppnå sitt mål att besegra den åldrandeprotransen och, i förlängningen, åldrandet, skulle de därför också avskaffa en viktig aspekt av sin identitet och just den omständighet som för närvarande ger mening åt deras liv. Andra verk är också kritiska till fördömandet av motståndet mot anti-aging med termen "trance". Till exempel nämns det att detta, precis som den "deathism" som Nick Bostrom fördömer, förhindrar en utvärdering av diskussionen bortom den binära synen på "döden dålig, förlängt liv gott".
Den tyske bioetikern Mark Schweda menar att långtgående ingrepp i åldrandeprocessen alltid måste noggrant övervägas, men att ingen under tiden kan åberopa bilden av åldrandet som en "helt otillgänglig naturlig verklighet", om inte annat för att den vetenskapliga och kulturella utvecklingen redan har gjort det föråldrat. Samtidigt kritiserar han dock den moderna "naturalistiska" synen på åldrande, som reducerar det till fysiskt förfall och ignorerar alla andra aspekter. En annan bioetiker, Gregor Wolbring, höll med om att forskare som studerar livslängd avvisar retoriken att helt och hållet få slut på åldrandet, men hävdade att förslagets konsekvenser medförde komplikationer. Arthur Diamond, författare till Openness to Creative Destruction: Sustaining Innovative Dynamism, omfamnade konceptet och såg det som något som behövde erövras om döden skulle kunna övervinnas.
Den beskrivna åldrandevänliga attityden jämförs med Stockholmssyndromet av förespråkare för åldrandebekämpning i samband med att de undersöker möjliga skäl till att avvisa livsförlängande teknologier. Precis som gisslan sympatiserar med sina kidnappare efter en viss tid, accepterar människor tanken att de kommer att åldras och så småningom dö.
Den ryske datavetaren och bioteknologen Alex Zhavoronkov menar att människors ovilja att ha orealistiska förhoppningar kan vara en orsak till det han kallar för "pro-aging trance". Han påpekar också att när möjligheten till en kraftigt förlängd, frisk livslängd faktiskt blir verklig, kan det väcka skuldkänslor hos dem som inte bidrar till att förverkliga den – vilket gör det lättare för många att omedvetet förtränga eller förneka den tanken.
Den amerikanske socialpsykologen Tom Pyszczynski, en av grundarna till teorin om terrorhantering, förklarar motståndet mot livsförlängande terapier med just denna modell. Enligt honom är orsaken till det motståndet paradoxalt nog att kritikerna fruktar döden och faktiskt längtar efter radikal livsförlängning. Men eftersom de inte anser det genomförbart eller troligt under sin återstående livstid, försöker de hantera den terror som orsakas av deras egen dödlighet genom att investera i en kulturell världsbild i hopp om att uppnå bokstavlig eller symbolisk odödlighet. Den faktiska möjligheten till livsförlängning utmanar de övertygelser och värderingar som tjänar dem som deras beskyddare från dödsrelaterade tankar. Det skapar således ett behov av att försvara dem och invända mot behandlingar som faktiskt skulle förlänga livslängden. Detta går hand i hand med hypotesen om mortalitetsframträdande.
Enligt representanter för anti-agingrörelsen skulle inlärd hjälplöshet också kunna spela en roll i varför många människor resignerar sig inför åldrandet. År 1967 visade psykologen och beteendevetaren Martin Seligman att hundar som utsätts för milda elchocker och inser att de inte kan göra något åt det tenderar att fortsätta utstå chockerna efter denna fas, även om de har möjlighet att undvika dem. Förespråkare för livsförlängning jämför detta med inställning som många människor visar gentemot sin egen åldrandeprocess: enligt deras uppfattning har dessa människor lärt sig att alla försök att bekämpa åldrandet är förgäves och kommer därför att bortse från nya möjligheter.